# Valle del Tajuña en Torrecuadrada
Valle del Tajuña en Torrecuadrada este o arie protejată (arie specială de conservare — SAC, sit de importanță comunitară — SCI, arie de protecție specială avifaunistică — SPA) din Spania întinsă pe o suprafață de 2.859,75 ha, integral pe uscat.

## Localizare
Centrul sitului Valle del Tajuña en Torrecuadrada este situat la coordonatele 40°52′51″N 2°32′10″W / 40.8808°N 2.5361°V.

## Înființare
Situl Valle del Tajuña en Torrecuadrada a fost declarat sit de importanță comunitară în decembrie 1997 pentru a proteja 25 de specii de animale. Alte tipuri de protecție:
- arie de protecție specială avifaunistică (în iulie 2005)[2]
- arie specială de conservare (în mai 2015)[1][3][4]

## Biodiversitate
Situată în ecoregiunea mediteraneană, aria protejată conține 13 habitate naturale: Păduri de pin mediteraneene cu pini mezogeni endemici, Matorral arborescenți cu Juniperus spp., Pajiști umede mediteraneene cu ierburi înalte de Molinio-Holoschoenion, Pseudostepă cu ierburi și specii anuale de Thero-Brachypodietea, Păduri endemice cu Juniperus spp., Peșteri inaccesibile publicului, Păduri iberice de Quercus faginea și Quercus canariensis, Păduri de Quercus ilex și Quercus rotundifolia, Grohotișuri termofile și vest-mediteraneene, Galerii de Salix alba și de Populus alba, Pante stâncoase calcaroase cu vegetație casmofită, Pajiști alpine și subalpine calcaroase, Lande oro-mediteraneene cu formațiuni endemice de grozamă.
La baza desemnării sitului se află mai multe specii protejate:
- păsări (16): uliu porumbar (Accipiter gentilis), pescăruș albastru (Alcedo atthis), acvilă de munte (Aquila chrysaetos), stârc cenușiu (Ardea cinerea), Caprimulgus ruficollis, mierla de apă (Cinclus cinclus), șoim călător (Falco peregrinus), Galerida theklae, vulturul pleșuv sur (Gyps fulvus), acvilă pitică (Hieraaetus pennatus), ciocârlie de pădure (Lullula arborea), vultur egiptean (Neophron percnopterus), Pyrrhocorax pyrrhocorax, sitar de pădure (Scolopax rusticola), turturică (Streptopelia turtur), silvie de tufiș (Sylvia undata)
- mamifere (6): vidră de râu (Lutra lutra), liliac cu aripi lungi (Miniopterus schreibersii), liliac cărămiziu (Myotis emarginatus), liliacul mediteranean cu potcoavă (Rhinolophus euryale), liliacul mare cu potcoavă (Rhinolophus ferrumequinum), liliacul mic cu potcoavă (Rhinolophus hipposideros)
- pești (3): Achondrostoma arcasii, Cobitis paludica, Pseudochondrostoma polylepis

Pe lângă speciile protejate, pe teritoriul sitului au mai fost identificate 3 specii de plante, 4 specii de păsări, 2 specii de mamifere, 2 specii de pești.